# ニンテンドークラシックミニ ファミリーコンピュータ
ニンテンドークラシックミニ ファミリーコンピュータは、1980年代から1990年代にかけて任天堂が販売した家庭用ゲーム機「ファミリーコンピュータ」の復刻版で、2016年11月10日に発売された。現在は生産終了（2022年9月時点）。
海外版ファミコンである“Nintendo Entertainment System”（NES）の復刻版“Nintendo Classic Mini”（欧州・豪州）/“NES Classic Edition”（米国）についても解説する。

## 概要
ファミリーコンピュータ（以下「ファミコン」）を当時のデザインのまま小型化しており、ロムカセットを差して遊ぶことは出来ないが、当時のゲームのうち30種類が標準で内蔵されている。
人気ゲームソフトの復刻版は、インターネットから最近のゲーム機にダウンロードして遊ぶ事が多くなっている。それにもかかわらず、ゲームハードの復刻版が人気なのは30歳～50歳代の団塊ジュニア世代から支持を集めているためである。
製品の特徴としては、ゲームプレイ中にリセットボタンを押すことによって中断ポイントをゲームごとに最大4つまで保存することが可能になっている。また、通常のHDMI出力による高精細モードのほか、当時の表示を再現する「アナログテレビ」モードを搭載している。CERO：B（12才以上対象）。ゲームの追加は不可能。
初週売上台数は26万台を記録した。
2017年4月には、生産を一旦終了することが任天堂から発表された。生産を再開する際には改めて告知するとしており、2018年5月14日に生産を再開し同年6月28日より店頭販売再開することを発表した。
2018年9月15日に、『ニンテンドークラシックミニ ファミリーコンピュータ』と『ニンテンドークラシックミニ スーパーファミコン』の2つに加えて、「ニンテンドーUSB ACアダプター」が付属された『ニンテンドークラシックミニ ダブルパック』が、15,077円（税込）にて発売された。

## ハードウェア
形番はCLV-101。本体サイズはオリジナルの60%の縮尺で再現されている。コントローラは直付けで2つ用意されているが2コントローラのマイク入力はダミーである。
入出力端子は、映像、音声出力用のHDMI端子と、電源供給用のmicro-B USB端子が用意され、商品には本体以外に接続用のハイスピードHDMIケーブル、電源供給用のUSBケーブル、取扱説明書、保証書、マイニンテンドー番号チケット（2016年発売分のみ）が含まれる。ただし、ACアダプタは標準添付されていないため、オプションとして用意された純正のアダプタもしくは、スマートフォンの急速充電などに使われる5V/1.0A/5W以上の出力ができるUSBのAコネクタに電源供給が可能なアダプタが必要で、公式サイトではテレビ、PC等のStandard-Aコネクタから電源を供給することによって動作するとしている。

## 仕様
CPUにはAllwinner製SoCチップ「R16」（ARM：Quad-core Cortex-A7）が使われている。

## 収録タイトル
ここでは、日本・海外版収録タイトルを混合で表記する。どちらに収録されているかはセルカラー（緑→両方、黄→日本のみ、赤→海外のみ）で区別するほか、片方に収録の場合のみ備考欄に記述する。
| タイトル                                | タイトル                                             | 発売年     | 発売年     | 発売元           | 備考               |
| 日本版                                  | 海外版                                               | 日本版     | 海外版     | 発売元           | 備考               |
| --------------------------------------- | ---------------------------------------------------- | ---------- | ---------- | ---------------- | ------------------ |
| アトランチスの謎                        | （未発売）（英語版記事）                             | 1986       | （未発売） | サンソフト       | 海外版には収録なし |
| イー・アル・カンフー                    | （未発売）（英語版記事）                             | 1985       | （未発売） | コナミ           | 海外版には収録なし |
| ソロモンの鍵                            | Solomon's Key                                        | 1986       | 1987       | テクモ           | 海外版には収録なし |
| ダウンタウン熱血行進曲 それゆけ大運動会 | （未発売）                                           | 1990       | （未発売） | テクノスジャパン | 海外版には収録なし |
| ダウンタウン熱血物語                    | （北米）River City Ransom （欧州・豪州）Street Gangs | 1989       | 1990       | テクノスジャパン | 海外版には収録なし |
| つっぱり大相撲                          | （未発売）                                           | 1987       | （未発売） | テクモ           | 海外版には収録なし |
| ファイナルファンタジーIII               | （未発売）（英語版記事）                             | 1990       | （未発売） | スクウェア       | 海外版には収録なし |
| マリオオープンゴルフ                    | NES Open Tournament Golf                             | 1991       | 1991       | 任天堂           | 海外版には収録なし |
| バルーンファイト                        | Balloon Fight                                        | 1985       | 1986       | 任天堂           |                    |
| バブルボブル                            | Bubble Bobble                                        | 1987       | 1988       | タイトー         | 日本版には収録なし |
| 悪魔城ドラキュラ                        | Castlevania                                          | 1986       | 1987       | コナミ           | ディスクシステム   |
| ドラキュラII 呪いの封印                 | Castlevania II: Simon's Quest                        | 1987       | 1988       | コナミ           | 日本版には収録なし |
| ドンキーコング                          | Donkey Kong                                          | 1983       | 1986       | 任天堂           |                    |
| ドンキーコングJR.                       | Donkey Kong Jr.                                      | 1983       | 1986       | 任天堂           | 日本版には収録なし |
| ダブルドラゴンII ザ・リベンジ           | Double Dragon II: The Revenge                        | 1989       | 1990       | テクノスジャパン |                    |
| ドクターマリオ                          | Dr. Mario                                            | 1990       | 1990       | 任天堂           |                    |
| エキサイトバイク                        | Excitebike                                           | 1984       | 1985       | 任天堂           |                    |
| ファイナルファンタジー                  | Final Fantasy                                        | 1987       | 1990       | スクウェア       | 日本版には収録なし |
| ギャラガ                                | Galaga                                               | 1985       | 1988       | ナムコ           |                    |
| 魔界村                                  | Ghosts 'n Goblins                                    | 1986       | 1986       | カプコン         |                    |
| グラディウス                            | Gradius                                              | 1986       | 1986       | コナミ           |                    |
| アイスクライマー                        | Ice Climber                                          | 1985       | 1985       | 任天堂           |                    |
| 光神話 パルテナの鏡                     | Kid Icarus                                           | 1986       | 1987       | 任天堂           | 日本版には収録なし |
| 星のカービィ 夢の泉の物語               | Kirby's Adventure                                    | 1993       | 1993       | 任天堂           |                    |
| マリオブラザーズ                        | Mario Bros.                                          | 1983       | 1986       | 任天堂           |                    |
| ロックマン2 Dr.ワイリーの謎             | Mega Man 2                                           | 1988       | 1989       | カプコン         |                    |
| メトロイド                              | Metroid                                              | 1986       | 1987       | 任天堂           | ディスクシステム   |
| 忍者龍剣伝                              | Ninja Gaiden                                         | 1988       | 1989       | テクモ           |                    |
| パックマン                              | Pac-Man                                              | 1984       | 1990       | ナムコ           |                    |
| パンチアウト!!                          | Punch-Out!! Featuring Mr. Dream                      | 1987       | 1990       | 任天堂           | 日本版には収録なし |
| （未発売）（日本語版記事）              | StarTropics                                          | （未発売） | 1990       | 任天堂           | 日本版には収録なし |
| スーパー魂斗羅                          | Super C                                              | 1990       | 1990       | コナミ           |                    |
| スーパーマリオブラザーズ                | Super Mario Bros.                                    | 1985       | 1985       | 任天堂           |                    |
| スーパーマリオUSA                       | Super Mario Bros. 2                                  | 1992       | 1988       | 任天堂           |                    |
| スーパーマリオブラザーズ3               | Super Mario Bros. 3                                  | 1988       | 1990       | 任天堂           |                    |
| テクモボウル                            | Tecmo Bowl                                           | 1990       | 1989       | テクモ           | 日本版には収録なし |
| ゼルダの伝説                            | The Legend of Zelda                                  | 1986       | 1987       | 任天堂           | ディスクシステム   |
| リンクの冒険                            | Zelda II: The Adventure of Link                      | 1987       | 1988       | 任天堂           | ディスクシステム   |

## 周辺機器
| 型番       | 名称                                                                                   | 備考 |
| ---------- | -------------------------------------------------------------------------------------- | --- |
| CLV-101    | ニンテンドークラシックミニ ファミリーコンピュータ                                      | |
| CLV-S-HVJJ | ニンテンドークラシックミニ ファミリーコンピュータ 週刊少年ジャンプ50周年記念バージョン | |
| CLV-003    | ニンテンドーUSB ACアダプター                                                           | 旧称「ニンテンドークラシックミニ ファミリーコンピュータ専用ACアダプター」。ニンテンドークラシックミニ スーパーファミコンでも使用可能。 |
| WUP-008    | ハイスピードHDMIケーブル                                                               | 市販品で代用可能。ニンテンドークラシックミニ スーパーファミコン、Wii U、Nintendo Switchでも使用可能。                                  |
|            | USBケーブル                                                                            | マイクロUSB規格。市販品で代用可能。ニンテンドークラシックミニ スーパーファミコンでも使用可能。                                         |

## 海外版

NES Classic Editionのロゴ

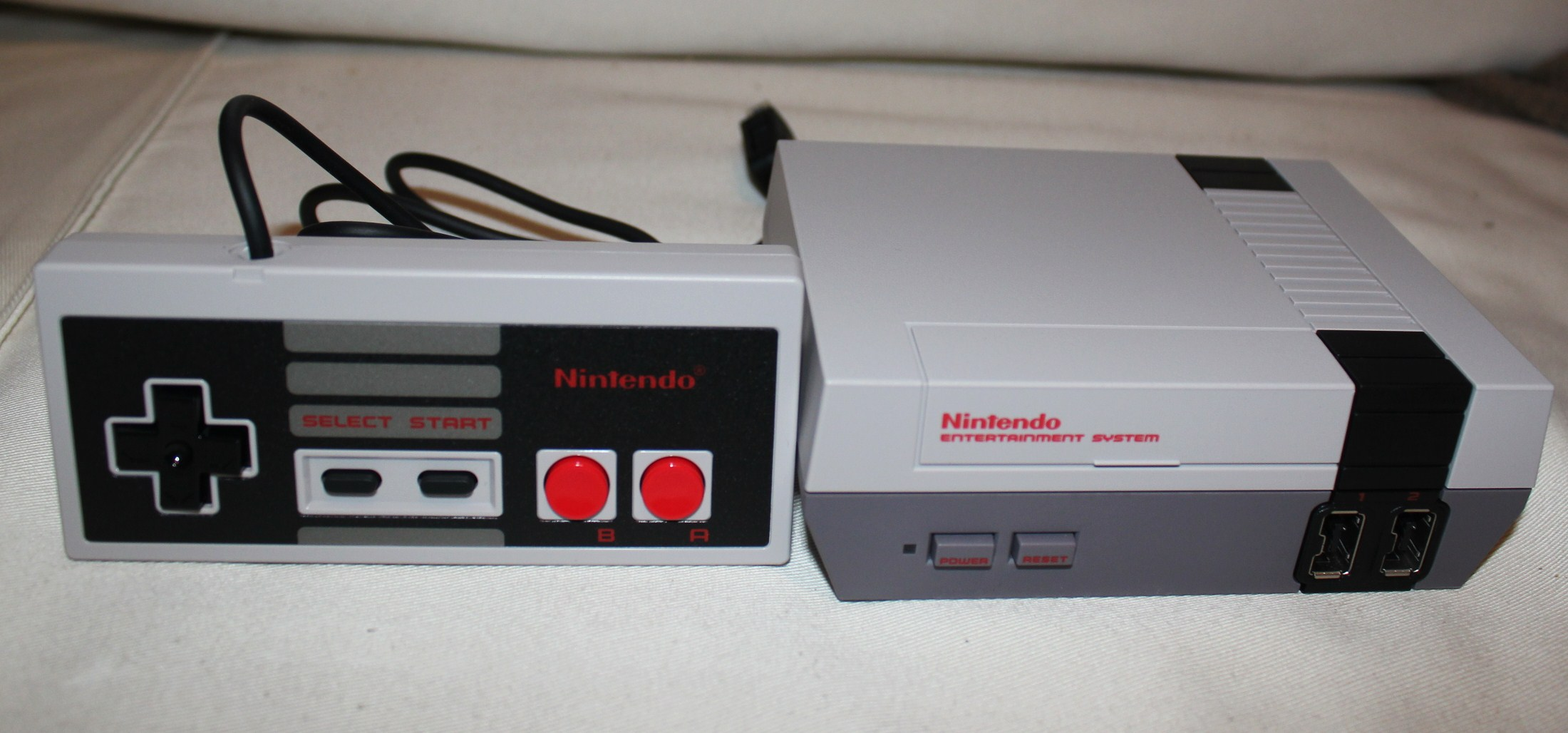
Nintendo Classic Miniの本体

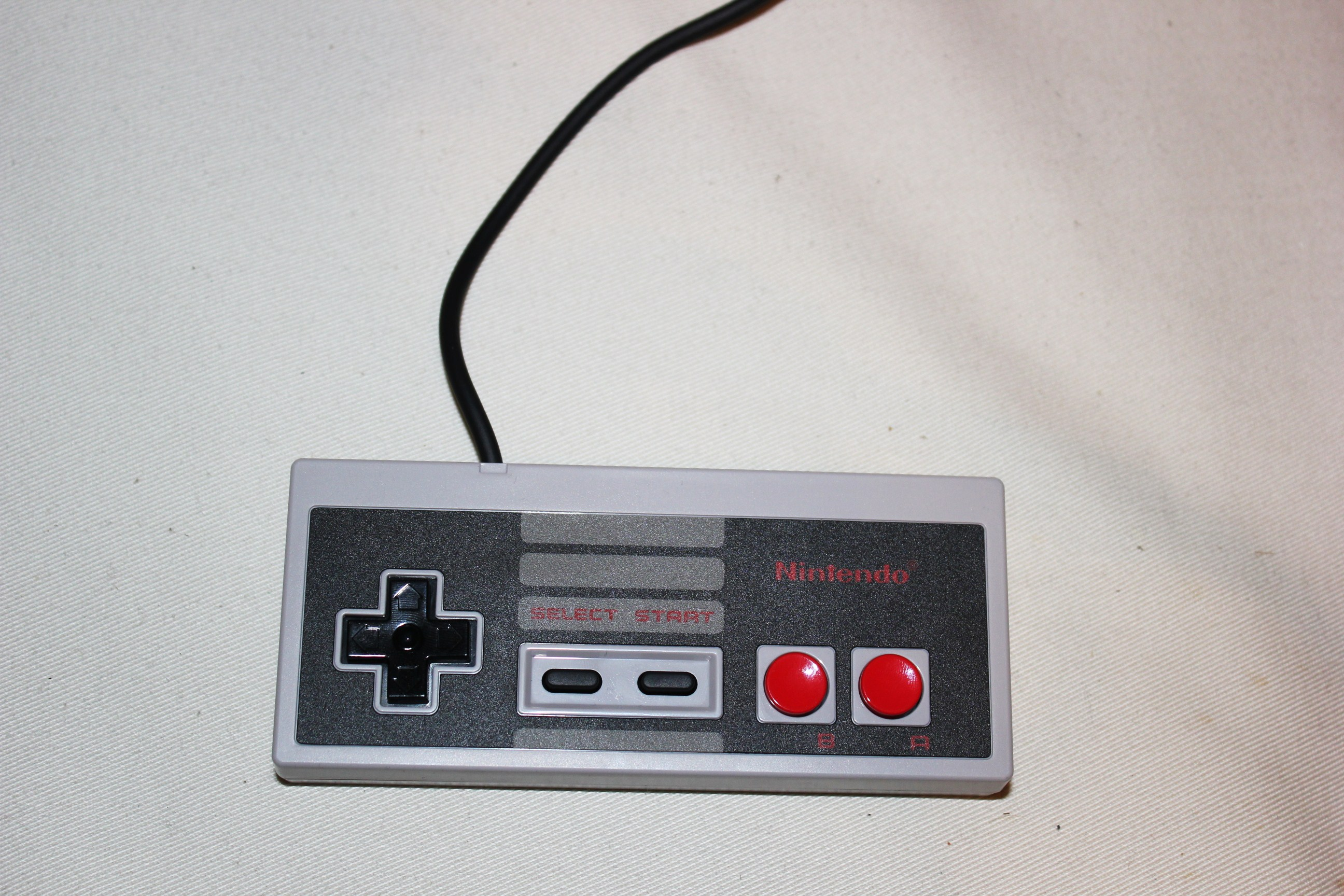
Nintendo Classic Miniのコントローラ

Nintendo Classic Mini（北米では「NES Classic Edition」）は1980年代から1990年代にかけて任天堂が日本国外で販売した家庭用ゲーム機「Nintendo Entertainment System」の復刻版として、豪州で2016年11月10日に、北米と欧州で2016年11月11日に発売したゲーム機。日本国内では未発売で発売の予定もない。
本機の制作はフランスにある任天堂の子会社により企画された。開発当初はNintendo Entertainment System（以下、NESと略記）用のゲームソフト数十作品を一つの基板に収めることだけが決まっていたが、後に、NES本体の形を再現することでファンアイテムとしても扱えるよう開発が進められた。なお、国内版と海外版は一部収録タイトルが異なる。
元のNES本体を手のひらに乗るサイズに小型化し、そこに、任天堂をはじめとする各社のゲームソフトを合計30タイトル内蔵している（収録タイトルは後述）。パッケージの中には、本体とディスプレイを接続するHDMIケーブル、本体に接続して使用するコントローラ1個のほか、電源を供給するものとして欧州・豪州版ではUSBケーブルが、北米版ではACアダプタが同梱されている。
本機のコントローラは個別でも販売されており、コントローラを本体に2個接続することで、2人プレイ対応のゲームソフトを2人で遊べる。なお、このコントローラは任天堂の家庭用ゲーム機「Wii」「Wii U」にも接続でき、NES用ゲームソフトなどを再現したコンテンツ「バーチャルコンソール」を遊ぶ際に使用できる。

## 週刊少年ジャンプ50周年記念バージョン
2018年7月7日には集英社発行の漫画雑誌『週刊少年ジャンプ』の創刊50周年を記念し、同誌連載作品が原作となったゲームや同誌が制作に関わったゲーム20作品を収録した「ニンテンドークラシックミニ ファミリーコンピュータ 週刊少年ジャンプ50周年記念バージョン」が発売された。収録ゲーム以外の仕様として、パッケージが『ジャンプ』の雑誌イメージをそのまま再現していること、本体色が金色であること、本体前面のFFマークの位置に「ジャーニー（ジャンプの海賊マーク）」が付されている点である。初週売上台数は11万台。
以下のゲームが収録されている。
- キン肉マン マッスルタッグマッチ
- ドラゴンクエスト
- 北斗の拳[注釈 6]
- ドラゴンボール 神龍の謎
- キン肉マン キン肉星王位争奪戦
- 聖闘士星矢 黄金伝説
- キャプテン翼
- 聖闘士星矢 黄金伝説 完結編
- 赤龍王
- ファミコンジャンプ 英雄列伝
- 魁!!男塾 疾風一号生
- 暗黒神話 ヤマトタケル伝説
- 天地を喰らう
- 北斗の拳3 新世紀創造 凄拳列伝
- ドラゴンボール3 悟空伝
- キャプテン翼II スーパーストライカー
- ドラゴンボールZ 強襲!サイヤ人
- まじかる☆タルるートくん FANTASTIC WORLD!!
- ファミコンジャンプII 最強の7人
- ろくでなしBLUES